# Полифем
Полифем – у грчкој митологији најпознатији од друге генерације Киклопа (једнооких џинова), син Посејдона, бога мора, и нимфе Тоосе. Према Овидију у Метаморфозама, Полифем је волео Галатеју, сицилијанску Нереиду, и убио њеног љубавника Акиса (види: Нимфе).
Када се грчки херој Одисеј искрцао на обалу Сицилије, пао је у Полифемове руке, који га је затворио заједно с 12 његових другова у пећину и затворио улаз стеном. Одисеј је успео да опије Полифема, ослепи га упаљеним коцем док је спавао и, са шест другова (остале је Полифем појео), побегне окачен за стомаке оваца које је Полифем пустио на пашу.